# 蘇我氏

蘇我氏系圖

蘇我氏是在日本從古墳時代到飛鳥時代（6世紀—7世紀前半期）擁有勢力且代代都出大臣的有力氏族。根据地是現今橿原市一帶。也有寫成宗賀氏（《古事記》）、宗我氏。

## 概要
蘇我氏的祖先，是《古事記》和《日本書紀》裡活躍於神功皇后三韓征伐等的武內宿禰（たけうちのすくね）。於6世紀中期，才開始有蘇我稻目（そがのいなめ）的具體活動記載，在這之前相關的事情並沒有記載的很清楚。另一说是古语拾遗中雄略天皇时代的苏我满智宿弥。
蘇我氏是以河內的石川（現在的大阪石川河域，為南河內郡河南町－須賀一帶）和葛城縣蘇我里（現在的奈良縣橿原市曽我町）為據點定居的豪族。另外，在這個地方定居過的還有渡來人（以族譜上出現的名字發現）。還有其他的說法是蘇我氏哪裡都沒定居過。新撰姓氏錄上蘇我氏被歸類於皇別（歷代天皇分支的氏族）。
姑且不論蘇我氏本身的出身，蘇我氏被認為與渡來系的氏族有很深厚的關係，當時渡來人擔任王權職業奴屬民角色，並擁有先進技術，這一點幫助了剛剛嶄露頭角的蘇我氏。另外，在佛教傳來之際時，最早被朝廷重用的也是蘇我氏。這可能是為了牽制被朝廷委以祭祀重任的連姓的物部氏、中臣氏。
從蘇我氏掌握政治實權的時代開始，奈良縣高市群附近地區集中性設立了天皇的皇宮。由此，在六世紀後半，蘇我氏的勢力應在今奈良縣高市郡附近。他們因擅長管理屯倉，在大和朝廷地位很高。

### 掌權、鼎盛和失勢
在蘇我稻目的帶領之下蘇我氏迅速崛起，隨著曾經扶植繼體天皇的大伴氏族長大伴金村的失勢，致使朝中形成以擔任大連官的物部尾輿和大臣官的蘇我稻目兩大勢力對立的局面。稻目又將自己女兒蘇我堅塩媛和小姉君姐妹嫁給欽明天皇，成為天皇家的外戚。
稻目在欽明天皇時期死去，蘇我氏族權被稻目長子蘇我馬子繼承。用明天皇死後，馬子發動丁未之變，殺死物部氏族長物部守屋與其擁立的穴穗部皇子，盡滅守屋全族。此後馬子又一度暗殺敵視自己的崇峻天皇，至此蘇我氏已經手握天皇廢立大權，又聯合皇族厩戶王實行改革引進中原制度，創立著名的冠位十二階和十七條憲法加強大和王權的中央統治，其勢力達到極盛。
然而在馬子死後，擔任蘇我氏族長的蘇我蝦夷與其子入鹿的專橫愈演愈烈，殺死了厩戶王之子山背大兄王與白髮部王兄弟，導致皇族和中央貴族對蘇我氏的強烈反感；同時蘇我氏內部也因族長繼承權問題引發了本家蝦夷、入鹿和分家蘇我石川麻呂的內部對立，給予了其反對派翻盤對抗蘇我氏的機會。
645年，皇子葛城、神祗官中臣鎌足等人聯合反蘇我氏諸勢力發動乙巳之變，蘇我入鹿伏誅，蘇我蝦夷聞訊自盡，蝦夷、入鹿三族被滅。蘇我氏壟斷大權的局面逐以終結。

### 從大化革新到壬申之亂
這個政變意味著最終以蘇我蝦夷作為嫡流的蘇我氏本家的滅亡。然而這個政變是身為支流的蘇我倉麻呂（蝦夷的弟弟）的孩子蘇我倉山田石川麻呂，以及作為中大兄皇子的合作夥伴也有一定的關係。石川麻呂在這之後任職於右大臣，而石川麻呂的女兒遠智娘和她的妹妹(姪娘)都是中大兄皇子（天智天皇）的妃子。石川麻呂649年由於冤罪自殺，讒言的弟弟蘇我日向也讓大宰府降職（也有封口一說）。但是，他的弟弟蘇我赤兄和蘇我連子，在天智天皇的時代任職於大臣（蘇我赤兄是左大臣，蘇我連子被推為右大臣），蘇我氏始終在朝廷保有著一定的地位。
蘇我連子在天智天皇尚未正式即位之前就去世，蘇我赤兄和另一位弟弟——蘇我果安在壬申之亂中戰敗，分別處以流放、自殺。赤兄的外甥（蘇我連子的兒子）——蘇我安麻呂取得天武天皇的信任，蘇我氏的後繼者被賜姓石川。在乙巳之亂之後，昌麻呂的兒子們為了成為政治的中心，相互爭鬥後漸漸衰退，而後以連子家為接續。

### 蘇我系石川朝臣
蘇我系石川氏是從飛鳥時代末期到奈良時代。輩出持統天皇（母親為石川麻呂的女兒，遠智娘）和元明天皇（母親為石川麻呂的女兒，姪娘）。
然而，蘇我赤兄的外孫山邊皇女被持統天皇（女皇）所廢除的丈夫大津皇子殉死，文武天皇的妻子——石川刀子娘，在天皇死後和某個男子的關係被揭發後，其子廣成皇子、廣世皇子也發生了皇族身分被剝奪的事件。石川刀子娘的事件之後，同父異母的兄弟－聖武天皇的兢爭對手藤原不比等、橘三千代夫婦被認為是陰謀。
另外，根據萬葉集，同為赤兄的外孫穗積皇子和但馬皇女之間的私通被顯露，遭到降職。穗積皇子雖然幸運的在持統天皇駕崩後出任了太政官事，但卻英年早逝了。
不比等的妻子就是安麻呂的姊妹蘇我娼子（藤原武智麻呂、藤原房前、藤原宇合的母親）因為有這層關係,弟弟石川十足和兒子石川年足是擁有武智麻呂的祖先藤原南家的正統血統。年足是在武智麻呂的次子藤原仲麻呂設立紫微中台的大弼輔佐當中,使得中產階級保有這血統地位。
從元明天皇的孫子順利的繼承皇位，元明天皇的女兒石川麻呂的曾孫吉備內親王在長屋王事件中與丈夫和孩子自殺等一連串的政治鬥爭，這些也有很多都是在藤原氏和石川氏為了爭奪權力的權利鬥爭。

### 衰退
但是，由於藤原南家在藤原仲麻呂之亂後衰退，在平安京遷都後，正四位上・参議石川真守（年足的孫子、馬子的第7代子孫）逝世後，在沒有公卿的情況下，石川氏最後也從歷史上消失了。不过蘇我氏的的血統，透過苏我马子的曾孙女娼子成为藤原不比等的夫人，由母系的方式在藤原氏中流传下来。

## 蘇我氏渡來人說
当前，认为“蘇我氏乃源于渡來人”的假说，在學界引发了相当熱烈的讨论。该假说的主要论点如下：
- 門脇禎二（日语：門脇禎二）提出，在應神天皇當代渡來的人、百濟的高官、木滿致（もくまち）和蘇我滿智（まち）是同一人物的理論。

- 根据《繼體紀》在繼體天皇24年秋天9月的記注「大日本娶蕃女所生為韓子也」，则蘇我稻目的父親及祖父均可能来自朝鲜半岛。有学者据此指出，皇別的武內氏渡來人系的妻子誕下的孩子為蘇我氏。这一点可以获得当时风俗的旁证（其时，大门豪族的婴孩，姓繼承父方，取名则由母方或養育者负责）。

但是，由于该學說尚缺乏确凿的證據，所以还未得到学界的广泛承认。

## 系圖
```
    
孝元天皇

　　　┃
　  彦太忍信命
　　　┃
　  屋主忍男武雄心命（「
古事記
」裡面沒有）
　　　┃
　  武内宿禰
```

根據武內宿禰以前是後世的基準上、蘇我石川宿禰也是石川氏子孫的創作可見。
```
                      武内宿禰
  　　　　　　　　　　　　┃
 　　　　　　　　　　蘇我石川宿禰
  　　　　　　　　　　　　┃
 　　　　　　　　　　　　滿智
  　　　　　　　　　　　　┃
 　　　　　　　　　　　　韓子
  　　　　　　　　　　　　┃
 　　　　　　　　　　　
高麗（馬背）

  　　　　　　　　　　　　┃
 　　　　　　　　　    
蘇我稻目

  　　　　　　　　┏━━━╋━━━━━━┓
 　　　欽明帝┳堅塩媛　  
馬子
 　　境部摩理勢　
 　┏━━━━┫　　　　　 ┣━━━┓
 
推古天皇
 
用明天皇
　　 
蝦夷
　 
倉麻呂
（
日语
：
）
（雄當）  
　　　　　　　　　　　　 ┃　　　┣━━━━━━┳━━┳━━┳━━┓
 　　　　　　　　　　　
入鹿
 倉山田石川麻呂　  赤兄　連子　日向　果安
 　　　　 　　　　　　　　　　　　┃　　　　　　 　　 ┃
  　　　 　　　　　　　　天智帝┳ 姪娘　　 　　　 　 安麻呂　　
　 　　　　　　　　　　 　　　 ┃　 　　　　　　　　  ┃
　　 　　　　　　　 　 　　　
元明天皇
　　　　　    石川石足　　　　　　　　　　　　　　　　　　　　　　　　　　　　　　　　　　　　 
　　 　　　　　　　 　 　　 　　　　　　　　　　　　  ┃
　　 　　　　　　　 　 　　 　　　　　　　　　　     年足　　　　　　　　　　　　　　　　　　　　　　　　　　　　　　　　　　　　 
　　 　　　　　　　 　 　　　　　　　　　　　　 　　　┃
　　 　　　　　　　 　 　　　　　　　　　　　　      名足
```

## 考古
2005年11月13日奈良文化財研究所，發表在甘樫丘東麓遺跡，發掘到蘇我入鹿邸「谷の宮門」遺跡，符合考古學家們對於「日本書紀」中的記述被證實的期待。